# NASA Astronaut Group 13

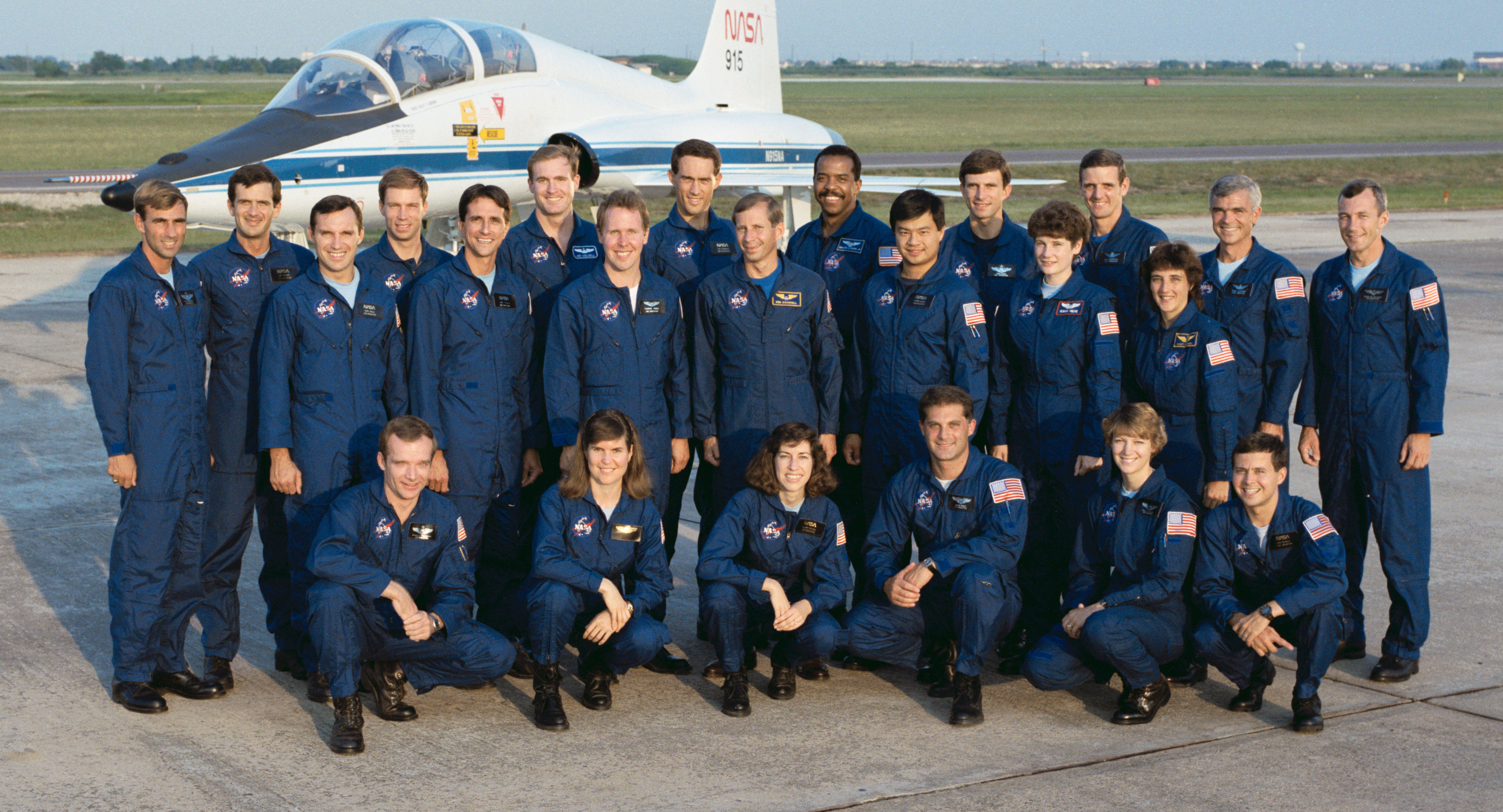
In prima fila, da sinistra: Charles J. Precourt, Janice E. Voss, Ellen Ochoa, David A. Wolf, Eileen M. Collins e Daniel W. Bursch.
In piedi, da sinistra: William G. Gregory, Peter J. K. Wisoff, Carl E. Walz, Richard A. Searfoss, Donald A. Thomas, James D. Halsell Jr., Thomas D. Jones, James H. Newman, Kenneth D. Cockrell, Bernard A. Harris Jr., Leroy Chiao, Ronald M. Sega, Susan J. Helms, William S. McArthur Jr., Nancy J. Sherlock, Michael R. U. Clifford e Terrence W. Wilcutt.

Il NASA Astronaut Group 13 (the Hairballs) è stato annunciato dalla NASA il 17 gennaio del 1990.

## Elenco degli astronauti

### Piloti
- Kenneth Cockrell

STS-56, Specialista di Missione
STS-69, Pilota
STS-80, Comandante
STS-98, Comandante
STS-111, Comandante
- Eileen Collins

STS-63, Pilota
STS-84, Pilota
STS-93, Comandante
STS-114, Comandante
- William Gregory

STS-67, Pilota
- James Halsell

STS-65, Pilota
STS-74, Pilota
STS-83, Comandante
STS-94, Comandante
STS-101, Comandante
- Charles Precourt

STS-55, Specialista di Missione
STS-71, Pilota
STS-84, Comandante
STS-91, Comandante
- Richard Searfoss

STS-58, Pilota
STS-76, Pilota
STS-90, Comandante
- Terrence Wilcutt

STS-68, Pilota
STS-79, Pilota
STS-89, Comandante
STS-106, Comandante

### Specialisti di Missione
- Daniel Bursch

STS-51, Specialista di Missione
STS-68, Specialista di Missione
STS-77, Specialista di Missione
STS-108 / STS-111, Specialista di Missione
Expedition 4, Ingegnere di volo
- Leroy Chiao

STS-65, Specialista di Missione
STS-72, Specialista di Missione
STS-92, Specialista di Missione
Sojuz TMA-5, Ingegnere di volo 
Expedition 10, Comandante
- Michael Clifford

STS-53, Specialista di Missione
STS-59, Specialista di Missione
STS-76, Specialista di Missione
- Nancy Currie

STS-57, Specialista di Missione
STS-70, Specialista di Missione
STS-88, Specialista di Missione
STS-109, Specialista di Missione
- Bernard Harris

STS-55, Specialista di Missione
STS-63, Specialista di Missione
- Susan Helms

STS-54, Specialista di Missione
STS-64, Specialista di Missione
STS-78, Specialista di Missione
STS-101, Specialista di Missione
STS-102 / STS-105, Specialista di Missione
Expedition 2, Ingegnere di volo
- Thomas Jones

STS-59, Specialista di Missione
STS-68, Specialista di Missione
STS-80, Specialista di Missione
STS-98, Specialista di Missione
- William McArthur

STS-58, Specialista di Missione
STS-74, Specialista di Missione
STS-92, Specialista di Missione
Sojuz TMA-7, Ingegnere di volo
Expedition 12, Comandante
- James Newman

STS-51, Specialista di Missione
STS-69, Specialista di Missione
STS-88, Specialista di Missione
STS-109, Specialista di Missione
- Ellen Ochoa

STS-56, Specialista di Missione
STS-66, Specialista di Missione
STS-96, Specialista di Missione
STS-110, Specialista di Missione
- Ronald Sega

STS-60, Specialista di Missione
STS-76, Specialista di Missione
- Donald Thomas

STS-65, Specialista di Missione
STS-70, Specialista di Missione
STS-83, Specialista di Missione
STS-94, Specialista di Missione
- Janice Voss

STS-57, Specialista di Missione
STS-63, Specialista di Missione
STS-83, Specialista di Missione
STS-94, Specialista di Missione
STS-99, Specialista di Missione
- Carl Walz

STS-51, Specialista di Missione
STS-65, Specialista di Missione
STS-79, Specialista di Missione
STS-108 / STS-111, Specialista di Missione
Expedition 4, Ingegnere di volo
- Peter Wisoff

STS-57, Specialista di Missione
STS-68, Specialista di Missione
STS-81, Specialista di Missione
STS-92, Specialista di Missione
- David Wolf

STS-58, Specialista di Missione
STS-86 / STS-89, Specialista di Missione
Mir EO-24, Ingegnere di volo
STS-112, Specialista di Missione
STS-127, Specialista di Missione